# Microrregión de Campos de Lages
La microrregión de Campos de Lages es una de las microrregiones del estado brasileño de Santa Catarina perteneciente a la Mesorregión de Serrana. Su población fue estimada en 2006 por el IBGE en 299.571 habitantes y está dividida en dieciocho municipios. Posee un área total de 15.726,010 km² siendo l más extensa en territorio del estado de Santa Catarina. Posee las ciudades más frías del Brasil, y es común que ocurran heladas intensas en esta región, donde también son frecuentes las nevadas durante el invierno. La temperatura llega con facilidad a los 0 °C; pero en verano puede llegar a más de 30 °C.

## Municipios
- Anita Garibaldi
- Bocaina do Sul
- Bom Jardim da Serra
- Bom Retiro
- Campo Belo do Sul
- Capão Alto
- Celso Ramos
- Cerro Negro
- Correia Pinto
- Lages
- Otacílio Costa
- Painel
- Palmeira
- Rio Rufino
- São Joaquim
- São José do Cerrito
- Urubici
- Urupema

- Datos: Q740457